# Melidi
Melidi is een bestuurslaag in het regentschap Aceh Timur van de provincie Atjeh, Indonesië. Melidi telt 703 inwoners (volkstelling 2010).